# Denys Roman
Pour les articles homonymes, voir Roman.
Denys Roman, né Marcel Maugy à Saint-Symphorien-de-Lay le 11 mai 1901 et mort à Riom le 21 mars 1986 est auteur français de l'École traditionaliste. Franc-maçon, il était membre de la loge « La Grande Triade », de la Grande Loge de France, avec notamment Ivan Cerf et Jean Reyor.

## Biographie
Selon Jean Tourniac, il aurait été le dernier successeur de René Guénon à la tête des Études Traditionnelles. Auteur d'études sur Guénon et la franc-maçonnerie, il collaborait également à diverses revues dont Renaissance Traditionnelle (« Revue d'études maçonniques et symboliques ») ou Vers la tradition (plusieurs de ses articles seront republiés dans cette revue de manière posthume).

## Publications
- René Guénon et les destins de la franc-maçonnerie, Paris, Éditions de l'Œuvre, 1982 ; nouvelle édition, Paris, Éditions traditionnelles, 1995.
- collaboration à Jean-Pierre Laurant (dir.) avec Paul Barbanegra, René Guénon, Cahier de l'Herne, Paris, Éditions de l'Herne, 1985.
- Réflexions d'un chrétien sur la franc-maçonnerie. L'arche vivante des symboles, Paris, Éditions traditionnelles, 1995.